# Vendramin

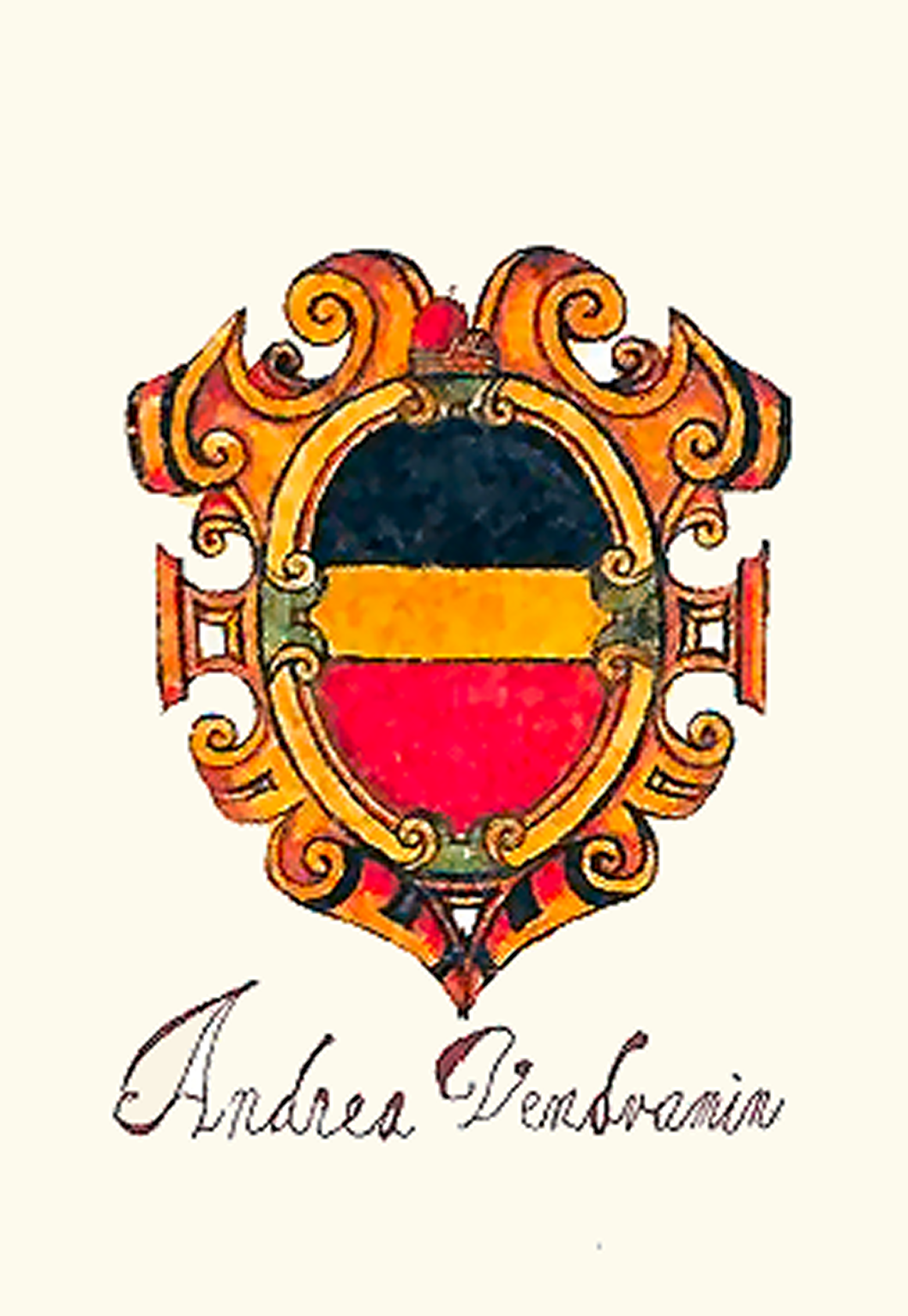
Wappen der Vendramin

Vendramin ist der Name einer venezianischen Patrizierfamilie, die in der zweiten Hälfte des 15. Jahrhunderts mit Andrea Vendramin (um 1393 – 1478) einen Dogen der Republik Venedig stellte. Sie wird daher zu jenen 16 Geschlechtern gezählt, die als die „herzoglichen Häuser“ (case nuove ducali) bezeichnet werden, obgleich sie diesen Rang natürlich nicht erblich, sondern nur in der jeweiligen Person des Wahlherzogs besaßen (siehe: Patriziat von Venedig).

## Geschichte
Über den Ursprung der Familie gibt es verschiedene Hypothesen, darunter eine Herkunft aus Udine, Aquileia oder Illyrien. Durch die sogenannte serrata, die Schließung des Großen Rates in der Zeit um 1297/1323, schlossen die etablierten Familien Venedigs Emporkömmlinge von den Regierungsgeschäften aus, darunter die Vendramin. Da sie aber im Chioggia-Krieg der Republik erhebliche Unterstützung zukommen ließen, wurden sie 1381 wieder in den Großen Rat aufgenommen. Sie stellten, neben dem Dogen Andrea, auch verschiedene Staatsbeamte, Militärs und kirchliche Würdenträger.
1739 fiel der Palazzo Vendramin-Calergi im Stadtteil Cannaregio auf dem Erbweg von den Grimani-Calergi an Niccolò Vendramin di San Marcuola, der den Namen Vendramin-Calergi annahm, den auch das Gebäude seither trägt. Die Grimani hatten es 1668 von den erloschenen Calergi geerbt, einer – ebenfalls 1297 vom Großen Rat ausgeschlossenen – Familie griechischen Ursprungs, die große Güter in der venezianischen Kolonie auf Kreta besessen hatte, dem von 1212 bis 1669 bestehenden Herzogtum Candia. Ebenso erbte Niccolò Vendramin die Villa Grimani Vendramin Calergi Valmarana in Noventa Padovana. 1844 wurde der Palast verkauft, die Villa wurde Anfang des 20. Jahrhunderts von Gräfin Elena Valmarana, geb. Gräfin Vendramin-Calergi, an die Kommune Noventa Padovana vererbt, die dort 1909 eine Schule einrichtete. In derselben Gemeinde besaß die Familie auch die Villa Vendramin Cappello Collizzolli. Durch die Heirat des Francesco Vendramin-Calergi 1757 mit Bianca Morosini, Tochter des Dogen Francesco Morosini, kam die von diesem erbaute Villa Morosini Vendramin Calergi in Fiesso Umbertiano in die Familie und blieb es bis 1895. Ein weiterer Landsitz, der sich zeitweise im Besitz der Familie befand, war die Villa Onigo Calergi Grimani Avogadro degli Azzoni in Lanzago (Stadt Silea).
Beim Untergang der Republik 1797 existierte die Familie in vier Linien. 1817/18 wurden diese durch kaiserliche Beschlüsse in den Österreichischen Adel des Königreichs Lombardo-Venetien aufgenommen, die Linie Vendramin-Calergi 1818 in den Grafenstand erhoben. Diese Linie existiert noch.

## Bekannte Namensträger
- Andrea Vendramin (um 1393 – 1478), Doge von Venedig
- Francesco Vendramin (1555 – 1619), Bischof, Patriarch und Kardinal

## Bilder

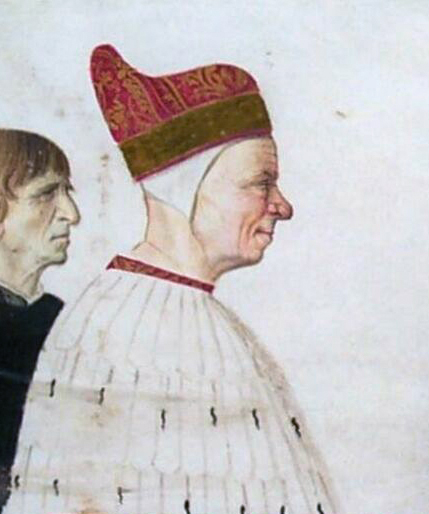
Andrea Vendramin, Doge von Venedig
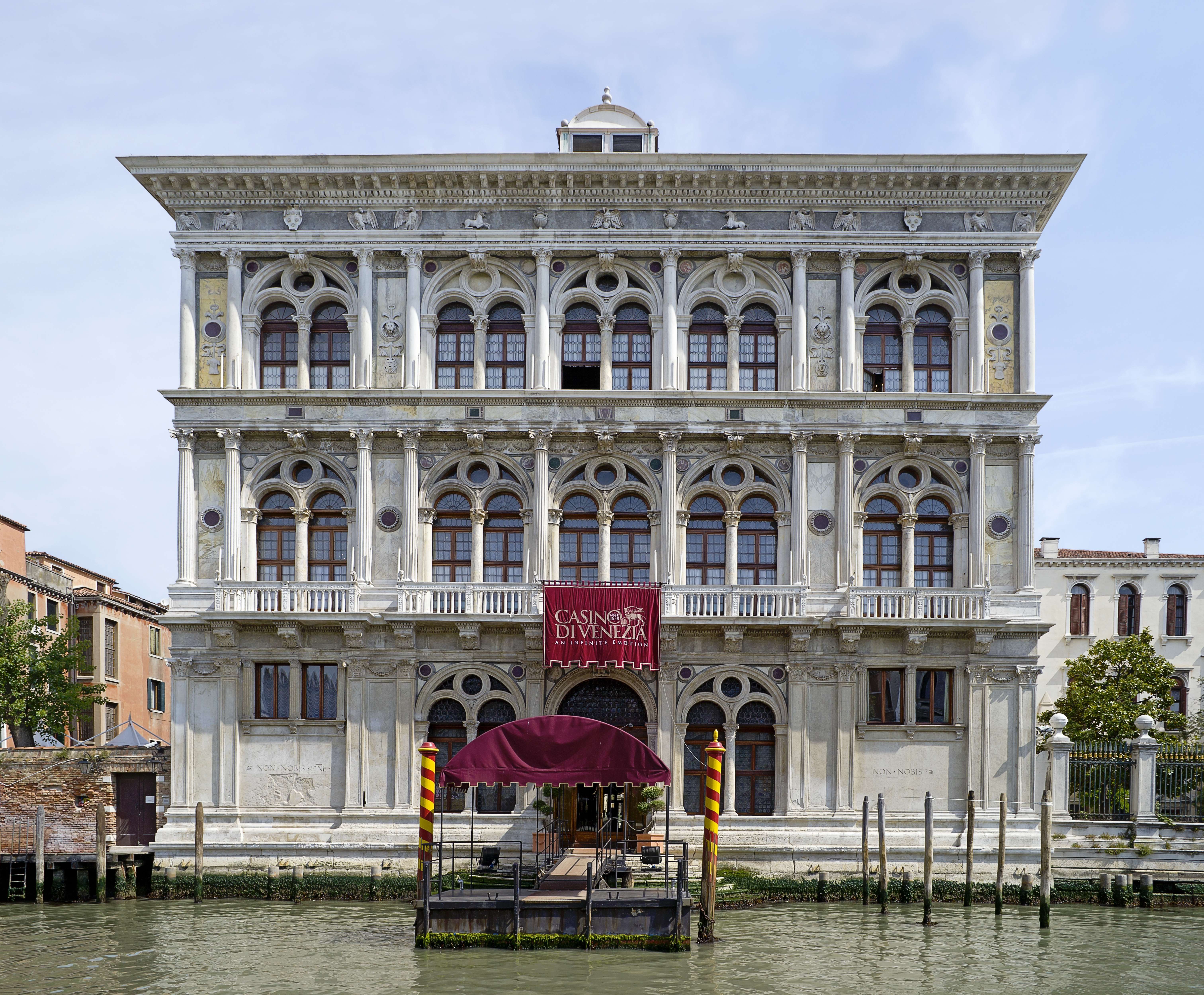
Palazzo Vendramin-Calergi
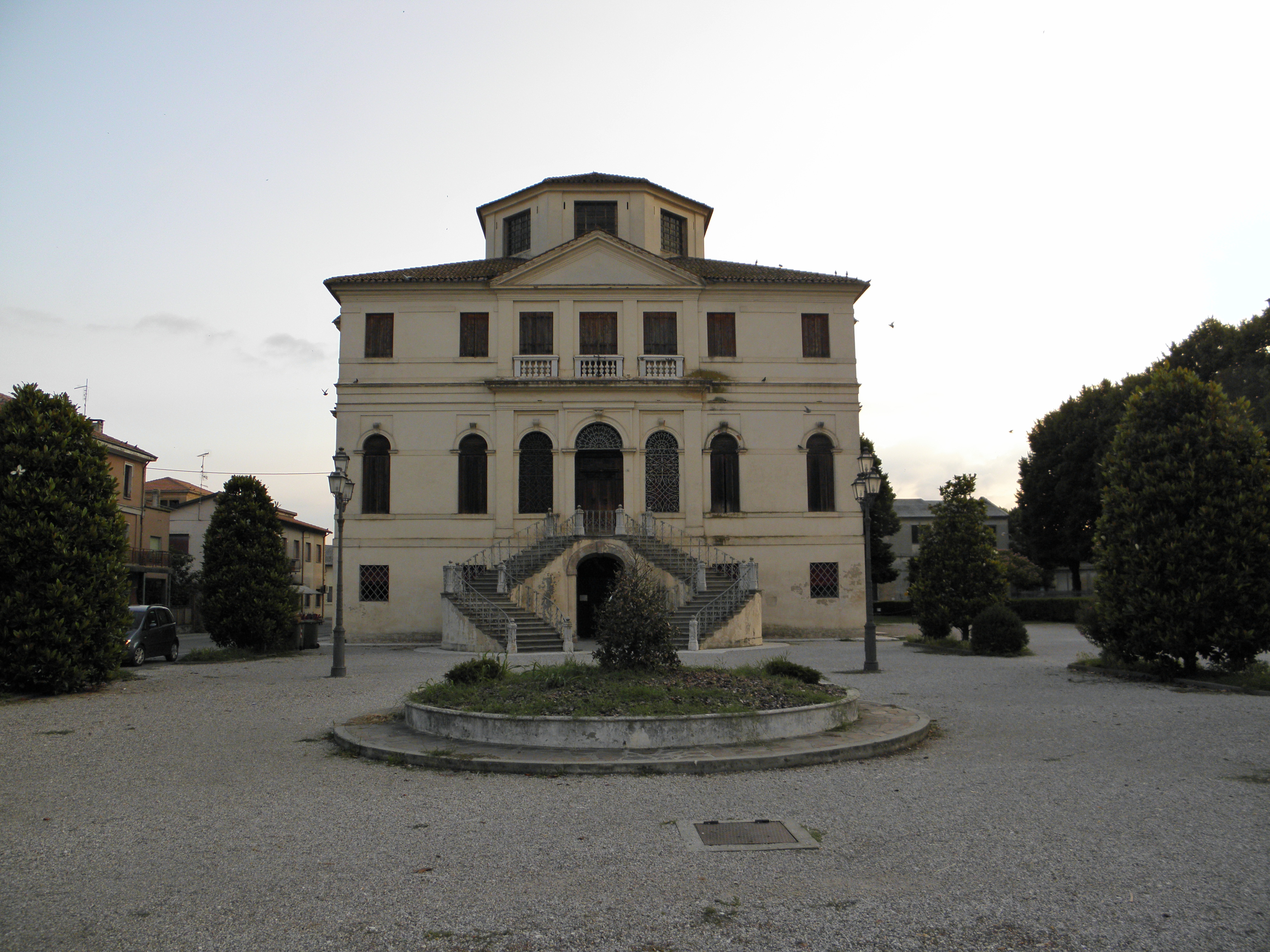
Villa Morosini Vendramin Calergi, Fiesso Umbertiano